# Alfabeto ucraniano
O alfabeto ucraniano é o conjunto de letras utilizado para se escrever o ucraniano, língua oficial da Ucrânia. É uma das variantes nacionais no alfabeto cirílico.
É conhecido localmente como Украї́нська абе́тка (AFI: [ukrɑˈjinʲsʲkɑ ɑˈbɛtkɑ]), transl. Ukraiíns’ka abetka (a partir das letras a e be), алфаві́т, alfavit, ou, mais antigamente, азбу́ка, azbuka (dos nomes acrofônicos das letras az e buki do antigo cirílico).
O texto em ucraniano por vezes é romanizado, isto é, escrito no alfabeto latino, para leitores que não conheçam o cirílico ou por sistemas de transcrição. Existiram diversas propostas históricas de se adotar uma variante nacional do alfabeto latino, porém nenhuma foi bem sucedida.

## Alfabeto
| А а | Б б | В в | Г г | Ґ ґ | Д д | Е е | Є є | Ж ж | З з | И и |
| І і | Ї ї | Й й | К к | Л л | М м | Н н | О о | П п | Р р | С с |
| Т т | У у | Ф ф | Х х | Ц ц | Ч ч | Ш ш | Щ щ | Ь ь | Ю ю | Я я |

Antes da publicação da Ortografia Ucraniana oficial, em 1990, a ordem alfabética terminava em ю, я, ь.
O alfabeto ucraniano compreende trinta e três letras, que representam trinta e oito fonemas com um símbolo adicional, o apóstrofo. A ortografia do ucraniano é fundamentada no princípio fonêmico, no qual uma letra geralmente corresponde a um fonema; esta ortografia, no entanto, apresenta casos nos quais princípios semânticos, históricos e morfológicos são aplicados.
Vinte letras representam consoantes (б, г, ґ, д, ж, з, к, л, м, н, п, р, с, т, ф, х, ц, ч, ш, щ), dez são vogais (а, е, є, и, і, ї, о, у, ю, я) e dois são semivogais (й/yot, e в).  O "sinal suave" ь não tem valor fonético, porém indica a suavização (palatalização) da consoante que o antecede. 
Certas consoantes também são palatalizadas quando são seguidas por determinadas vogais: д, з, л, н, с, т, ц ou дз são suavizadas quando antecedem uma das vogais "suaves": є, і, ї, й, ю, я (ver iotação).  O apóstrofe indica a ausência da palatalização em locais onde ela seria esperada de acordo com as regras ortográficas normais, como o yer ("sinal forte") do russo. Também é utilizado nas transliterações feitas a partir do alfabeto latino, como em Кот-д’Івуар (Côte d’Ivoire, "Costa do Marfim") e О’Тул (O’Toole).
Existem outras exceções para o princípio fonêmico do alfabeto. Algumas letras representam dois fonemas: щ /ʃt͡ʃ/, ї /ji/ ou /jɪ/, e є /jɛ/, ю /ju/, я /jɑ/, quando não palatalizam a consoante que os antecede. Os dígrafos дз e дж costumam ser usados para representar os africados /d͡z/ e /d͡ʒ/. A palatalização de consoantes que antecedem е, у, а é indicada através do uso das letras є, ю, я em seu lugar (a palatalização antes do і, no entanto, não costuma ser indicada.
Comparado aos outros alfabetos baseados no cirílico, o ucraniano tem mais aspectos em comum com aqueles utilizados pelas outras línguas eslavas orientais, como o bielorrusso, o russo e o rusino. Conservou tanto o i ("i decimal") do antigo cirílico quanto o и (ije) do cirílico moderno para representar sons relacionados (/i/ e /ɪ/), bem como as duas formas históricas, e (yе) e є (ye ucraniano). Algumas letras só existem nesta variante; o ґ (ge com acento) — utilizado para o som menos comum da plosiva velar (/ɡ/), já que no ucraniano (de maneira semelhante ao que ocorre com o g holandês) o г eslavo comum representa uma fricativa glotal (/ɦ/) — e ї (yi), /ji/ ou /jɪ/. O apóstrofe também é usado no bielorrusso, enquanto a mesma função é desempenhada pelo sinal forte do russo, ъ.

## História

### Alfabeto cirílico antigo

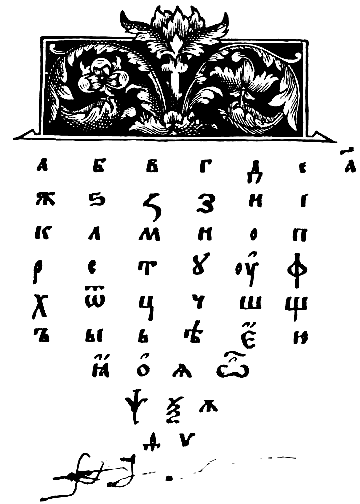
Primeira página do Azbuka (abecedário) de Ivan Fedorovych, impresso em Lviv, 1574.

O alfabeto cirílico foi um sistema de escrita desenvolvido no Primeiro Império Búlgaro, durante o século X, para representar a língua litúrgica conhecida atualmente como antigo eslavo eclesiástico. Recebeu o nome em homenagem a São Cirilo, que, juntamente com seu irmão, São Metódio, criou a forma anterior de escrita utilizada pelo eslavônico, o alfabeto glagolítico. Sua base é a escrita uncial do alfabeto grego, e algumas letras glagolíticas foram adotadas para representar sons que não existiam no grego - além de algumas letras que eram usadas quase que exclusivamente em palavras gregas ou por seu valor numérico: Ѳ, Ѡ, Ѱ, Ѯ, Ѵ.
O alfabeto cirílico antigo foi levado a Rússia de Quieve no fim do primeiro milênio, juntamente com o cristianismo, e foi adaptado à língua local, o antigo eslavo oriental, o que levou ao desenvolvimento de uma língua literária indígena entre os eslavos orientais, e que coexistiu com o uso litúrgico do eslavônico eclesiástico. O alfabeto foi sendo alterado à medida que se adaptava às mudanças ocorridas na língua, e em que os dialetos regionais se desenvolviam nas atuais línguas bielorrussa, russa e ucraniana. O ucraniano falado tem uma história contínua, porém seu idioma literário sofreu duas grandes interrupções históricas.
Diversas reformas no alfabeto, feitas tanto por estudiosos do eslavo eclesiástico, do ruteno e do russo, acabaram por fazer com que a linguagem escrita e falada se diferenciassem em diferentes graus. As regras etimológicas do grego e do eslavo meridional tornaram a sua ortografia imprecisa e difícil de ser dominada.
A Gramática Eslavônica, de Meletiy Smotrytsky (1619) foi muito influente no uso do eslavo eclesiástico, e codificou o uso das letras Я (ja), Е (e) e Ґ (g). As diversas reformas do alfabeto russo também tiveram influência, especialmente a Escrita Civil Russa (a Grajdanka) de Pedro, o Grande, estabelecida em 1708, que criou um novo alfabeto especificamente para o uso não religioso e adotou caracteres influenciados pelo alfabeto latino para este propósito. Enquanto a Escrita Civil eliminou algumas letras arcaicas (Ѯ, Ѱ, Ѡ, Ѧ), ela também reforçou uma base etimológica para o alfabeto, influenciando o uso da escrita Maksymovychivka, de Mykhaylo Maksymovych, no século XIX, e sua descendente, a Pankevychivka, que ainda é usada, embora numa forma modificada, pela língua rusina, falada na Rutênia Cárpata.

## Pronúncia
| Ucraniano | Ucraniano | Som equivalente em português                                                                                     |  |
| Maiúscula | Minúscula | Som equivalente em português                                                                                     |  |
| А         | а         | a |  |
| Б         | б         | b |  |
| В         | в         | v |  |
| Г         | г         | o h na palavra inglesa hot, ou o r inicial ou rr na pronúncia de muitos dialetos brasileiros                     |  |
| Ґ         | ґ         | g também usa-se para gue e gui (só que sem o Y = u)                                                              |  |
| Д         | д         | d |  |
| Е         | е         | é |  |
| Є         | є         | ié |  |
| Ж         | ж         | j também usado em ge e gi                                                                                        |  |
| З         | з         | z |  |
| И         | и         | ê |  |
| І         | і         | i |  |
| Ї         | ї         | ií |  |
| Й         | й         | i semivogal usado em conjunto com И para ficar êi = Ий                                                           |  |
| К         | к         | k |  |
| Л         | Л ou ۸    | l |  |
| М         | м         | m |  |
| Н         | н         | n |  |
| О         | о         | o |  |
| П         | п         | p |  |
| Р         | р         | r |  |
| С         | с         | s também para ce e ci                                                                                            |  |
| Т         | т         | t |  |
| У         | у         | u |  |
| Ф         | ф         | f |  |
| Х         | х         | rr em algumas pronúncias brasileiras                                                                             |  |
| Ц         | ц         | tç |  |
| Ч         | ч         | tx |  |
| Ш         | ш         | x |  |
| Щ         | щ         | xtx, ou seja, o som combinado das letras Ш e Ч                                                                   |  |
| Ю         | ю         | iú (ditongo) |  |
| Я         | я         | iá (ditongo) |  |
| Ь         | ь         | sinal de abrandamento, (corresponde aproximadamente ao h do português, quando transforma o n em nh ou o l em lh) |  |

### Ortografias de referência
- Meletiy Smotrytsky (1619).  Slavonic Grammar. (reedição, com interface em ucraniano)
- Ivan Ohienko (1918). Nayholovnishi pravyla ukrayins’koho pravopysu.  Quieve: Ministério de Educação da Ucrânia
- Ivan Ohienko (1919). Holovnishi pravyla ukrayins’koho pravopysu.  Quieve: Ministério de Educação da Ucrânia
- Academia Pan-Ucraniana de Ciências (VUAN, 1920).
- Comissaria de Educação do Povo (1921).
- (1928). Ukrayins’kyy pravopys. Kharkiv: Academia de Ciência da República Socialista Soviética Ucraniana
- (1936). Ukrayins’kyy pravopys. Quieve: Academia de Ciência da República Socialista Soviética Ucraniana
- L. Bulakhovs’ky, ed. (1946). Ukrayins’kyy pravopys. Quieve, 8 de maio de 1945: Academia de Ciência da República Socialista Soviética Ucraniana
- (1960). Ukrayins’kyy pravopys. Quieve: Academia de Ciência da República Socialista Soviética Ucraniana
- (1990). Ukrayins’kyy pravopys. Quieve: Academia de Ciência da República Socialista Soviética Ucraniana
- (2007). Ukrayins’kyy pravopys. Quieve: Naukova Dumka. versão online.